# فرد برنارد روني
فرد برنارد روني (بالإنجليزية: Fred B. Rooney)‏ هو سياسي أمريكي، ولد في 6 نوفمبر 1925 في الولايات المتحدة. حزبياً، نشط في الحزب الديمقراطي. انتخب عضو مجلس ولاية بنسيلفانيا وانتخب عضو مجلس النواب الأمريكي.